# Pak Yan Lau
Pak Yan Lau (Antwerpen) is een componist, geluidskunstenaar, improvisator en muzikant, met roots in Hong kong (China) gebaseerd in Brussel. Ze speelt piano, keyboard en elektrische piano. Verder concentreert ze zich op jazz, rock, elektronische muziek, klassieke muziek en spoken word.

## Levensloop
Pak Yan Lau volgde haar klassieke opleiding aan het Conservatorium Antwerpen en vervolgde deze aan het ESMAE (Porto, Portugal). Vervolgens volgde ze verschillende workshops jazz in België. Ze componeerde voor theaterproducties, documentaires, Chinees schaduwtheater, geluidswandelingen en video-installaties. verder speelt ze ook nog in verschillende bands zoals: Dream & Drone Orchestra, Eggstream, Going, Lauroshilau, The crappy Mini Band en Sills.
Verder spitste ze zich vooral toe op improvisatie en onderzoekt ze de verhouding tussen klank en geluid. Zo creëert ze een geluidsuniversum met geprepareerde piano's (prepared piano), speelgoedpiano's, Synthesisers en verschillende andere (electronische) objecten. Haar muziek wordt geïnspireerd door Aziatische rituele muziek, minimalistische muziek en ambient.
Pak Yan Lau werkte samen met Chris Corsano, Paolo Angeli, Daysuke Takaoka, Giovanni Di Domenico, Joao Lobo, Norberto Lobo, Lynn Cassiers, Nico Roig, Lionel Malric, Mathieu Calleja, Lazara Rosell Albear, Audrey Lauro, Mathieu Ha, Tatsuhisa Yamamoto, Yuko Oshima, Darin Grey, Gregoire Tirtiaux, Mori- Shige, Manja Ristic, Andreas Trobollowitsch, Mia Ziabelka en nog vele anderen.

## Discografie
- ônaki/Konaki: Lauroshilau
- Bakunawa
- Traditional Noise: Mette Rasmussen & Pak Yan Lau
- Live at Padova: Lauroshilau
- On yhe Go-Let's go for a Walk!
- TIOT-Live at Lastours: Lionel Malric & Pak Yan Lau
- Trudge Lightly: Darin Gray & Pak Yan Lau
- as we move-we dream the dream-we thought we could
- Live at Atelier 210: Going
- Live at les Ateliers Claus: The Crappy Mini Band
- Duo Pour 454 Chordes: Lionel Malric & Pak Yan Lau
- III (Disque d'Orgue): Going
- Vivre Comme si on Avait l'étrnité devant soil: Stills & Ian Dykmans
- Asbestos and Little Rain: Chris Corsano: Pak Yan Lau
- BOOKS
- II (Machinery): Going
- Lauroshilau: Lauroshilau
- Eggstream EP: Eggstream
- I: Going
- Kuruwasan
- Licking Forward: The Crappy Mini Band
- Debut: The Crappy Mini Band